# Batia
Batia – wieś w Rumunii, w okręgu Aluta, w gminie Dobroteasa. W 2011 roku liczyła 157 mieszkańców.